# P.S. I LOVE U
「P.S. I LOVE U」（ピーエス アイラブユー）は、2014年2月12日にGACKTが発売した楽曲、及び同曲を収録したシングル。通算44枚目のシングルである。発売元はG&LOVERS。

## 解説
- 2014年、第1弾シングル。前作「WHITE LOVERS -幸せなトキ-」から、1年3か月ぶりのリリースとなった。
- GACKT STORE限定盤は、特殊ギフトケース仕様で、歌詞レター、ポストカードが封入されている。
- 2014年02月24日付のオリコン週間シングルチャートでは12位となり、ソロデビュー以来継続していたシングル連続TOP10入り記録が初めて途切れた。

## 収録曲

### CD
1. P.S. I LOVE U (6:01)
『VARTIX』の2014年度のCMソング。なお、PVの一部も引用されている。
バラードのナンバーとなっている。
2. RIDE OR DIE (3:29)
kissmark「Rouge et Noir」CMソング及び、ネスレ「GACKTなゲーム!? ガメ先手ル!」、「GACKTなゲーム!? 帰ってきたガメセンテル」エンディングテーマ。
表題曲とは打って変わって、ロックを前面に出した楽曲となっている。
3. P.S. I LOVE U (Instrumental) (6:01)
4. RIDE OR DIE (Instrumental) (3:25)

### 初回限定盤 DVD
1. P.S. I LOVE U PV

## 収録アルバム
- LAST MOON (#1、#2)
- GACKT WORLD TOUR 2016 LAST VISUALIVE 最期ノ月 -LAST MOON- (#1、#2)